# Étienne Aymonier

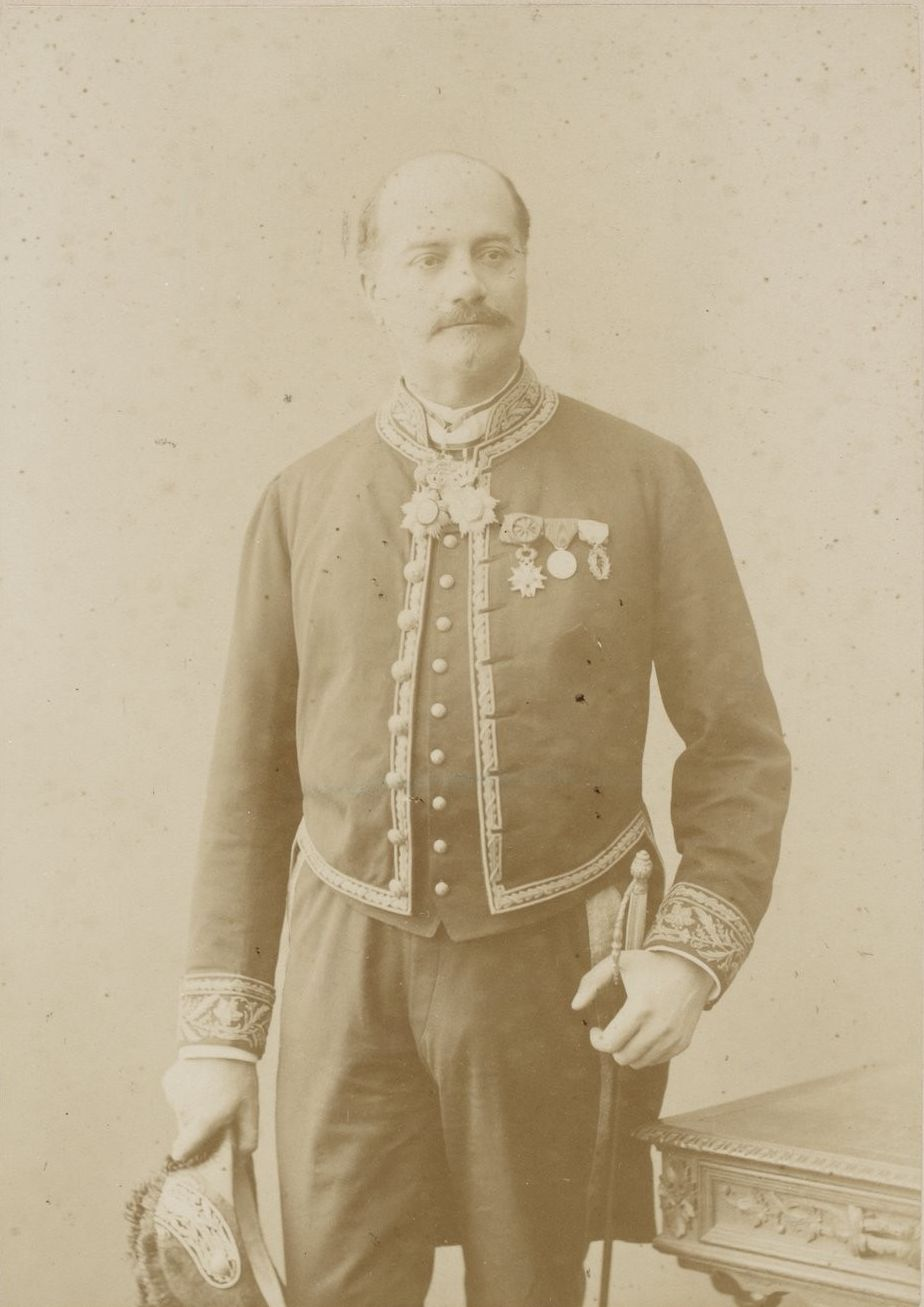
Étienne Aymonier (1887)

Étienne-François Aymonier (* 2. Januar 1844 in Le Chatelard, Herzogtum Savoyen; † 21. Januar 1929 in Paris) war ein französischer Beamter in der Kolonialverwaltung Indochinas, der die Geschichte und Kulturen der Khmer und Cham erforschte. Er bereiste weite Gebiete Südostasiens, u. a. auch in Siam, dem heutigen Thailand, und nahm Denkmale und Inschriften auf. Von 1889 bis 1905 war er erster Direktor der französischen Kolonialschule École Coloniale.

## Leben
Aymonier wuchs in einer Familie von Landwirten und Hirten in Savoyen auf, das damals noch zum Königreich Sardinien-Piemont gehörte und erst 1860 zu Frankreich kam. Er absolvierte 1866–68 die Militärschule Saint-Cyr und wurde Offizier der Marineinfanterie. Als solcher wurde er im Jahr darauf in die französische Kolonie Cochinchina (Südvietnam) verschifft. Dort beschäftigte er sich mit der Geschichte und den Kulturen des Landes, die in Europa noch wenig bekannt waren. Er wurde 1870 zum Inspektor auf Probe für indigene Angelegenheiten ernannt und ab 1871 in der Provinz Trà Vinh im Mekong-Delta eingesetzt, wo eine bedeutende Minderheit ethnischer Khmer (Khmer Krom) lebt. 1873 und 1876 wurde Aymonier als Stellvertreter des französischen Repräsentanten in das Protektorat Kambodscha entsandt. Er lernte die Khmer-Sprache und unterrichtete sie ab 1874 an der Schule für Verwaltungsreferendare in Saigon, wozu er auch zwei Wörterbücher dieser Sprache verfasste.
Aymonier übernahm 1878 die Leitung der Schule für Verwaltungsreferendare in Saigon, von 1879 bis 1881 fungierte er selbst als Repräsentant der französischen Schutzmacht in Kambodscha. In dieser Zeit unternahm er Forschungsreisen durch das Land, untersuchte archäologische Stätten, dokumentierte und übersetzte historische Inschriften. Nach einer vorübergehenden Rückkehr nach Frankreich unternahm er 1882 bis 1885 weitere Forschungsreisen durch Kambodscha, Siam und Laos. 1886 wurde er französischer Resident in der Provinz Bình Thuận im südlichen Annam. Als Repräsentant von Annam und Tonkin bei der Weltausstellung in Paris kehrte Aymonier 1889 nach Frankreich zurück, wo er im selben Jahr die Leitung der neu gegründeten Kolonialschule übernahm.
1900 veröffentlichte Aymonier seine Ergebnisse (Le Cambodge, 3 Bände). Sie enthalten ein Verzeichnis der Denkmale aller seinerzeit bekannten archäologischen Stätten, zusammen mit Karten und Plänen. Viele der Inschriften wurden von ihm übersetzt und kommentiert, da er auch als Epigraphiker arbeitete. Auch war Aymonier an völkerkundlichen Themen interessiert, einige seiner Illustrationen sind wichtige Zeugnisse des Landlebens im Kambodscha des späten 19. Jahrhunderts.